# Reinilde Van Moer
Reinilde E.C. Van Moer, née le 21 novembre 1956, est une femme politique belge flamande, membre de la N-VA.
Elle est assistante sociale.

## Carrière politique
- Conseillère communale à Willebroek.
  - Membre du conseil CPAS.
- Députée fédérale du 6 juillet 2010 au 25 mai 2014